# Luka Peroš
Luka Peroš est un acteur croate, né le 28 octobre 1976 à Zagreb en  actuelle Croatie.

## Filmographie

### Cinéma
- 1995 : Toy Story : le sergent major
- 1998 : Tri muskarca Melite Zganjer : le soldat américain
- 1998 : Kanjon opasnih igara : Zlatan
- 2006 : Cars : Brzi
- 2007 : The Hunting Party : le premier commando
- 2008 : Nije kraj : Vojvoda
- 2008 : Niciji sin : le policier
- 2010 : Max Schmeling : le forgeron stagiaire et le deuxième journaliste
- 2010 : Suma summarum : Mladen
- 2011 : Blood Reich : Boris
- 2011 : Blubberella : Boris
- 2012 : Larin izbor: Izgubljeni princ
- 2013 : Menú degustacioó : Louis
- 2013 : Panzer Chocolate : Peter le policier
- 2014 : Broj 55 : Franjo
- 2014 : El Niño : Murat
- 2014 : Steppeulven
- 2015 : Sweet Home : un homme avec une capuche
- 2016 : Mine : Delta Force
- 2016 : Wasn't Afraid to Die : le dealer d'armes australien
- 2017 : Megan Leavey : l'homme soûl au bar
- 2017 : Papillon : Santini
- 2018 : El árbol de la sangre : Dimitri
- 2018 : Le Photographe de Mauthausen : Karl Schulz
- 2019 : Intrigo: Samaria : un client
- 2019 : Lettre à Franco : Bernhardt
- 2019 : Los Rodríguez y el más allá : Raúl
- 2020 : Black Beach : le négociateur
- 2020 : El arte de vovler

### Télévision
- 2004 : La Femme mousquetaire : le mousquetaire funèbre (2 épisodes)
- 2004-2005 : Villa Maria : l’architecte Juraga (6 épisodes)
- 2006 : Zabranjena ljubav : Adrijan Thomas
- 2006-2007 : Odmori se, zasluzio si : le présentateur (3 épisodes)
- 2007-2008 : Dobre namjere : Zoki (9 épisodes)
- 2008 : Tuzni bogatas : Maric (4 épisodes)
- 2010-2014 : Tajni dnevnik patke Matilde : Magarac Alojz (14 épisodes)
- 2014 : La que se avecina : Steven (1 épisode)
- 2014 : Borgia : l’immolé (1 épisode)
- 2015 : Mar de plasticó : Eric (8 épisodes)
- 2019 : Matadero : Costin (1 épisode)
- 2019 : Zigosani u reketu : Robert (4 épisodes)
- 2019 : The Spanish Princess : Christophe Colomb (1 épisode)
- 2019-2021: La Casa de Papel : Marseille (16 épisodes)
- 2024- : Mehmet Fetihler Sultani (Mehmet le Sultan Conquérant) :  Giovanni Giustiniani (18 épisodes)